# Stenodynerus neotomitus
Stenodynerus neotomitus är en stekelart som beskrevs av Richard Mitchell Bohart 1980. Stenodynerus neotomitus ingår i släktet smalgetingar, och familjen Eumenidae. Inga underarter finns listade i Catalogue of Life.